# Mischogyne michelioides
Mischogyne michelioides Exell – gatunek rośliny z rodziny flaszowcowatych (Annonaceae Juss.). Występuje naturalnie w Angoli. 

## Morfologia
KwiatyDziałki kielicha mają owalnie eliptyczny kształt i dorastają do 9–15 mm długości. Dno kwiatowe ma cylindryczny kształt i osiąga do 15–25 mm długości.
Gatunki podobneRoślina jest podobna do gatunku M. elliotianum, lecz różni się kształtem działek kielicha i dna kwiatowego.